# Khrüszaór

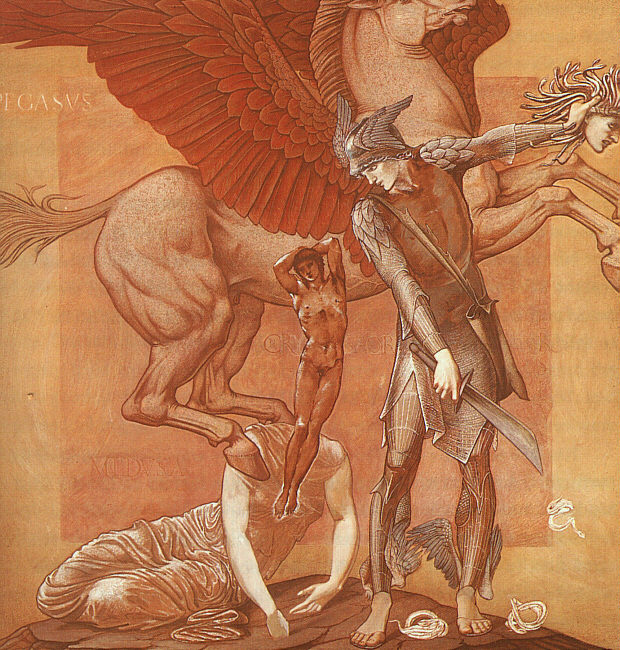
Edward Burne-Jones: Pegasus és Khrüszaór születése

Khrüszaór (görögül: Χρυσάωρ, jelentése: „aranykardos”) a görög mitológiában Poszeidón és Medusza fia, aki a Perszeusz által lefejezett Medusza nyakából pattant ki. Khrüszaór és Kallirhoé nimfa szülötte Gérüón, a háromfejű szörny.